# Bludenz
Bludenz (standardtysk udtale: ['blu:dents], lokalt Vorarlbergerisch: ['bludats]) er en by i den østrigske delstat Vorarlberg. Byen er hovedby i Region Bludenz og med omkring 14.000 indbyggere (fra januar 2017) den sjette største kommune i Vorarlberg.

## Geografi
Bludenz ligger i en højde af 570 meter over havets overflade, langs floden Ill. Byen ligger i skæringspunktet mellem dalene Walgau, Brandnertal (Rätikon), Montafon (Silvretta), Klostertal (Arlberg) og (lidt længere nede af floden Ill) Großes Walsertal. 48,5 procent af kommunen består af skov. Nabokommunerne er Nüziders, Raggal, Innerbraz, Bartholomäberg, St. Anton im Montafon, Lorüns, Stallehr og Bürs.

## Historie

### Fortid
Fund på Montikel (byens bakke) gør, at Bludenz er vigtig i arkæologisk henseende for det vestlige Østrig. På den stejle klippe var der en bronzealderlandsby frem til omkring Kristi fødsel. Der, hvor Untersteinstraße er i dag, lige syd for Montikel, blev der fra 1830-1935 udgravet våben og redskaber af jern samt smykker af bronze. Keramik, våben (spydspidser, hellebarder, sværdfragmenter, skeder og en hjelmfragment), udstyr (knive, segl, nøgler og ringe), smykker, nåle, armbånd og bæltetilbehør kan tilordnes keltisk eller alpin oprindelse. Det meste arkæologiske materiale er ikke bevaret og kan kun rekonstrueres ud fra tidligere optegnelser. 

### Bludenz fra år 830
Byen Bludenz blev første gang nævnt i år 830 i den såkaldte "Churrätischen Reichsurbar", under betegnelserne "Pludono" og "Pluteno". I "karolingisches Güterverzeichnis" omtales i 842 "Pludeno". Navnene er sandsynligvis af førromersk oprindelse. Der diskuteres, om det kan have sin oprindelse i det latinske "Ad paludines" ("ved marsken"), idet Ill var udpræget sumpområde.
Fra 1098 til 1629 opstod pesten nitten gange i Bludenz – særligt mange ofre forekommer i årene 1143 og 1591.
1265 blev byen Bludenz officielt grundlagt ved Werdenberger, og bymæssige rettigheder gav Hugo I. von Werdenberg i år 1274.
Hertug Friedrich IV flygtede efter sin udnævnelse som fredløs ved Koncilet i Konstanz (5. november 1414 til 22. april 1418) over Arlberg til Tyrol. Han tilbragte den 30. marts 1416 i Bludenz (hans bøn om husly er indskrevet ved en af byportene, Oberes Tor).
I 1420 indlemmedes det daværende grevskab Bludenz i Østrig. 1525 mislykkedes reformationen i Bludenz. Habsburgerne regerede Bludenz på skift fra Tyrol og fra (Freiburg im Breisgau).
År 1444 og igen år 1491 brændte byen, inklusive bymure og borgen (senere et barokt slot), samt St. Laurentiuskirche. Den 1. november 1638 ødelagde en brand næsten hele byen igen – forskånet blev kun byporten Oberes Tor, to nabohuse samt kirke og slot. 1682 ødelagde endnu en brand byens huse, der mestendels var bygget i træ.

### 19. og 20. århundrede
Fra 1806 til 1814 tilhørte byen Bayern, og derefter vendte den tilbage til Østrig.
Bayern anerkendte et landsretssæde i byen, hvilket blev dem frataget igen efter Vorarlbergs tilbagekomst til Østrig i 1814.
Efter Anschluss til det Tyske Rige i 1938 blev Bludenz udnævnt til regionshovedby. Heilig-Kreuz-Kirche tjente fra 1943 som flyovervågningscentral. Bludenz blev befriet i maj 1945 af franske tropper, og var efterfølgende 1945-1955 del af den franske besættelseszone i Østrig.
Der var i juni 1946 stadig 182 politiske fanger i byen.

## Politik
Byrådet består af 33 medlemmer og er efter valget i år 2015 sammensat som følger: ÖVP 14 pladser, SPÖ 13 pladser, Åben borgerliste (grøn) 3 pladser og FPÖ 3 pladser.
Borgmester i byen er Josef "Mandi" Katzenmayer. Katzenmayer vandt snævert med 50,2% af stemmerne og blev således bekræftet i embedet.

## Økonomi og infrastruktur
2003 var der 260 virksomheder 3.863 ansatte og 282 lærlinge i byen.
I alt 6345 lønskat erhvervsdrivende blev talt.
Byens største virksomheder Bryggeri Fohrenburg, Getzner Textil, samt Schokoladenfabrik.
Chokoladefabrikken startede produktion i Bludenz 1888 som et datterselskab for Philip Suchard . I dag er det en del af den amerikanske fødevarekoncern Kraft Foods. Hvert år holdes "Milka Schokofest" hvilket gør, at Bludenz hos mange mennesker bliver kaldt "Milka-Stadt" (Milka-by).

### Jernbane
Banegården åbnede 1872 og er i dag del af Arlbergbahn, samt strækningen Bludenz-Schruns, hvilket er del af Montafonerbahn. Som udgangspunkt for Arlbergbahn har Bludenz således særlig betydning.

### Bil
Bludenz er endepunkt for Rheintal-Walgau motorvej A14, som her går over i Arlberg Schnellstraße S16. I kommunen er der fire motorvejsudfletninger, nemlig  Bludenz / Nüziders ,  Brandnertal ,  Bludenz / Bürs  og  Bludenz-Ost / Montafon. Dele af den gamle bydel er fodgængerzone.

### Bus
Den offentlige transport består af tre busruter, som forbinder de enkelte bydele med hinanden. Derudover findes der rutelinjer for Verkehrsverbund Vorarlberg ud i de fem omkringliggende dale.

### Svævebaner
Fra distriktet' 'Obdorf' udgår Muttersbergseilbahn til Bludenzer Hausberg (Muttersberg), som er beliggende i Nüziders. Den er for nylig blevet renoveret og udvidet.

## Kultur og seværdigheder

### Remise Bludenz
Remise Bludenz er et kulturcentrum. På programmet er hele året koncerter med tidlig musik, verdensmusik, jazz, samt kabaret, teater, oplæsninger og udstillinger.

### Kirker og klostre
- Laurentisuskirche (Bludenz)
- Heilig-Kreuz-Kirche (Bludenz) krydsafstivning
- Fatimakirche (Bludenz) - Südtirolersiedlung
- Pfarrkirche Bings
- Dreifaltigkeitskirche (Bludenz) - tidligere hospitalskirke i Kirchgasse
- Kloster Sankt Peter (Bludenz) - Dominikansk nonnekloster
- Franziskanerkloster (tidligere kapucinerkloster) og klosterkirke
- St.-Antonius-Kirche (Bludenz) - Rungelin
- Kirche zum Guten Hirten (Bludenz) - evangelisk kirke

### Befæstningsværker
Befæstningsværkerne for Bludenz er til dels bevaret. Byens omkring 100 huse var befæstet med en dobbelt ringmur, syv tårne og tre porte.  Byporten i den østlige del af byen ("Montafonertor" eller "Kapuzinertor") blev revet ned i 1846.
Unteres Tor
Bygget i slutningen af det 15. århundrede, ombygget flere gange. Også kaldet Mühletor eller Bürsertor.
Oberes Tor
Bygget i slutningen af det 15. århundrede, ombygget i 1774 og 1920, kaldes også Herzog-Friedrich-Tor eller Feldkircher Tor. 1416 flygtede hertug Friedrich IV (uden mønt på lommen) fra Konstanz gennem Oberes Tor ind i byen. Han fik ly i Bludenz og bragt sikkert over Arlberg.
I Oberes Tor finder man bymuseet. Få meter derfra fører en overdækket trappe bygget i det 17. århundrede, op på højen med St. Laurentieuskirche og slottet Gayenhofen - der er i alt fem trapper der fører derop.
Pulverturm
I den sydvestlige del af byen - blev bygget i slutningen af det 15. århundrede.

### Verdslige bygninger
- Schloss Gayenhofen

Slottet er samme arkitektoniske stil som sognekirken, og troner over byen - fungerer nu som en distriktsadministration for region Bludenz. 
- Bomuldsspinderi Getzner (1883-1886)

Spinderiet i  Klarenbrunn  er en typisk industribygning for Vorarlberg
Den afbalancerede, aflange to-etagers murstensbygning er designet af ingeniørfirmaet John Felber fra Manchester, og har en markant søjle- og jernstruktur. Her opstod en syntese mellem den gamle fleretagers trækonstruktioner og de gamle "industrihytter"
Konstruktionen er et slående eksempel på konstruktivt og funktionelt byggeri i slutningen af det 19. århundrede
- Distriktsretsbygning (1927-1929)

Konstrueret af arkitekten Willibald Braun
- Løvgange i Werdenbergerstraße

Denne gade er opkaldt efter greven af Montfort (tysk adelsslægt), der tidligere herskede over Bludenz. På hver sin side bliver gaden flankeret af huse bygget efter bybranden år 1638. Værd at bemærke er deres pragtfulde facader, gavle og porte. Der er et vist sydlandsk flair over arkaderne
- Dörflingerhaus

Dette hus i Rathausgasse blev første gang nævnt i 1365
- Nepomukbrunnen (1730)

Springvandet har en statue af den hellige Nepomuk, som betragtes som skytshelgen mod bagvaskelse og mistro
- Riedmiller-Denkmal

Denne statue er til minde om Bernhard Ried Miller, en kaptajn i Napoleonskrigene (1796-1799), bygget i 1905

### Øvrig kultur
Alpinale er en årlig kortfilmsfestival, der siden 1985 er blevet afholdt i forskellige byer i delstaten Voralberg, herunder fra 1985-2003 i Bludenz.